# 鄉勇

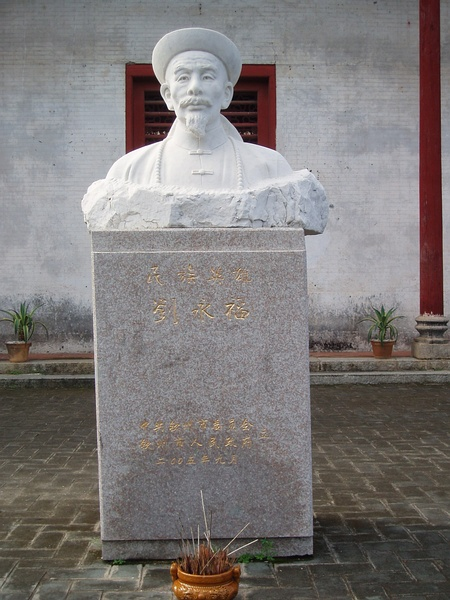
清勇將領之一刘永福雕像。

鄉勇是清代的一種武裝部隊，道光30年（1850年）以前的鄉勇是臨時招募的地方武裝輔助部隊，沒經過訓練，即非正規軍，類似現代民兵。他們隨軍戰守，各自成營，稱勇營。勇營只在戰爭發生時才臨時設立，戰爭結束後勇營即解散。清朝鎮壓太平天國後一些勇營轉變成陸軍建制。

## 源起
雍正八年（1730年），鄂爾泰鎮壓烏蒙部落時招募了一些鄉兵，但旋募旋散，非經制之師。乾隆五十二年，福康安徵鄉勇彈壓林爽文，嘉慶年間鎮壓川楚白蓮教起義，清廷除了命地方舉辦團練外，還招募鄉勇。從此相沿成例。
咸豐二年（1852年）曾國藩在鄉勇基礎上創建湘勇，定兵制，稱練勇、勇營，即後來的湘軍。咸丰十一年（1861年）李鸿章組織鄉勇創建淮军。湘軍、淮軍等勇營在鎮壓太平天國和捻亂戰鬥中逐漸壯大，甚至在鎮壓的過程中取代綠營和八旗成為清軍主力。這些勇營在太平天國被鎮壓後成為清朝的正規軍，清朝將原本屬於湘軍與淮軍的勇營稱為防軍，這些部隊繼續保留，直到清末。民國初年軍閥割據，土匪橫行，地方士紳仍保有鄉勇的地方武裝組織。